# Dombasle-sur-Meurthe
Dombasle-sur-Meurthe è un comune francese di 10 287 abitanti situato nel dipartimento della Meurthe e Mosella nella regione del Grand Est.

## Società

### Evoluzione demografica
Abitanti censiti